# Бернау
Бернау (њем. Bärnau) град је у њемачкој савезној држави Баварска. Једно је од 26 општинских средишта округа Тиршенројт. Према процјени из 2010. у граду је живјело 3.338 становника. Посједује регионалну шифру (AGS) 9377112.

## Географски и демографски подаци
Бернау се налази у савезној држави Баварска у округу Тиршенројт. Град се налази на надморској висини од 615 метара. Површина општине износи 74,4 km². У самом граду је, према процјени из 2010. године, живјело 3.338 становника. Просјечна густина становништва износи 45 становника/km².

## Међународна сарадња
| Мјесто | Држава | Врста сарадње | Од    |
| ------ | ------ | ------------- | ----- |
|        | Чешка  | партнерство   | 2000. |
| Извор  |        |               |       |